# Districtul Mih Ouansa
Mih Ouansa este un district din provincia El Oued, Algeria.